# Ле-Френе-д’Уазан
Ле-Френе-д'Уазан (фр. Le Freney-d'Oisans) — коммуна во Франции, находится в регионе Рона — Альпы. Департамент коммуны — Изер. Входит в состав кантона Ле-Бур-д'Уазан. Округ коммуны — Гренобль.
Код INSEE коммуны — 38173. Население коммуны на 1999 год составляло 221 человек. Населённый пункт находится на высоте от 871 до 3445 метров над уровнем моря. Муниципалитет расположен на расстоянии около 520 км юго-восточнее Парижа, 130 км юго-восточнее Лиона, 36 км юго-восточнее Гренобля. Мэр коммуны — _, мандат действует на протяжении 2008—2014 гг.
Динамика населения (INSEE):